# Caspar Anton von Belderbusch
Caspar Anton von Belderbusch (Montzen, 5 gennaio 1722 – Bonn, 2 gennaio 1784) è stato un nobile e politico tedesco, dal 1767, primo ministro dell'Elettorato di Colonia, cavaliere dell'ordine teutonico e, dal 1782, conte di Belderbusch.

## Biografia
Probabilmente nato nella zona di Burg Streversdorp, di Plombières fu battezzato nella cappella del castello, ed era il terzo di cinque figli. Insieme al fratello maggiore, Maximilian Wilhelm (Massimiliano Guglielmo), ha frequentato dal 1732 al 1734 il Collegio dei Gesuiti ad Aquisgrana, dove è stato uno dei migliori studenti. Durante la sua vita fu critico proprio nei confronti dell'Ordine dei Gesuiti. Un altro fratello era Johann Ernst Theodor von Belderbusch.

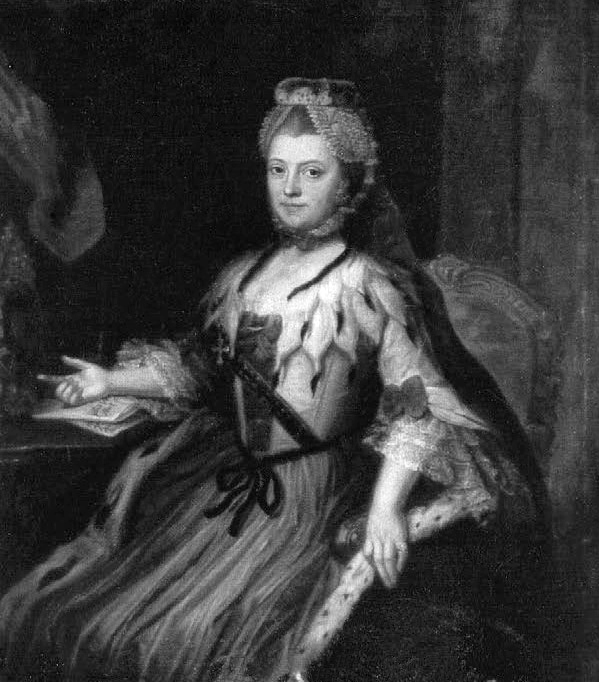
La badessa Caroline von Satzenhofen, che aveva intrapreso una relazione con Caspar Anton von Belderbruch.

Già alla fine della scuola era chiaro che sarebbe dovuto entrare nell'Ordine Teutonico. Perciò era dal 1734 al 1746 fu Scudiero presso il tribunale di Bonn dell'arcivescovo di Colonia Clemente Augusto I di Baviera, che era anche Gran Maestro dei Cavalieri Teutonici. Studiò successivamente sia filosofia che diritto. Nel 1740 fece domanda di ammissione all'Ordine Teutonico, ma incontrò una considerevole resistenza, a cui non riuscirono a porre rimedio anche a due lettere del Gran Maestro Clemente Augusto al Landkomtur di Alden Biesen, il cardinale Damian Hugo von Schönborn-Buchheim. Frequentò la Vecchia università di Lovanio, a spese dell'elettore di Colonia, dove ottenne la laurea in utroque iure il 28 aprile 1741. L'arcivescovo, da cui si era fatto apprezzare, lo nominò nel 1745 al ciambellano (con 400 Reichsthaler annui di stipendio) e Cornet della sua guardia del corpo.
Dal momento che il governo dell'Ordine non poté resistere alla pressione costante del loro Gran Maestro, concesse a Belderbusch, nel 1748 l'ammissione all'Ordine in modo da poter avviare il noviziato, e il 13 aprile 1749 fu nominato cavaliere nella chiesa dei gesuiti di Paderborn da Clemente Augusto. Poiché Belderbusch garantiva sempre nuove fonti di finanziamento per il gran maestro, fece una rapida carriera nell'Ordine. Il 15 dicembre 1757 fu eletto come coadiutore del Landkomtur di Alden Biesen. Ebbe pieni poteri del suo ufficio dal 27 novembre 1766.
Quando l'arcivescovo Clemente Augusto morì il 6 febbraio 1761, il capitolo della cattedrale nominò l'allora decano Maximilian Friedrich von Königsegg-Rothenfels, come nuovo arcivescovo, che a sua volta nominò Belderbusch presidente della camera. Dal 19 settembre 1766, alla morte del primo ministro Franz Christoph Anton von Hohenzollern-Sigmaringen, tutte le funzioni governative furono a suo carico, e nel 1768 ebbe anche la nomina di rappresentante permanente presso l'arcivescovato e in Vestfalia.
Negli anni seguenti, riuscì a consolidare le finanze pubbliche e a far eleggere l'arcivescovo di Colonia anche a principe-vescovo di Münster, ma riuscì anche ad incrementare la modernizzazione dello stato. La fondazione dell'Università di Bonn fu in gran parte merito suo, con la fondazione della Maxische Akademie, che a differenza dell'Università di Colonia non era sotto l'influenza della Chiesa cattolica e promuoveva l'educazione e la formazione della borghesia. Durante la sua vita, è stato particolarmente coinvolto nella politica dell'istruzione, compresa la promozione della classe borghese e può essere descritto come un rappresentante dell'Illuminismo. Tuttavia, alcune delle riforme nel sistema educativo non furono idee completamente nuove, ma si ispirarono a progetti che erano già emersi nel sedicesimo secolo. Caspar Anton può essere descritto condizionatamente come un leader dall'assolutismo più illuminato, la cui forma era molto dominante, ma ciononostante perseguiva alcune idee dell'Illuminismo.
Dopo la sua morte nel 1784, fu elogiato in un necrologio dall'Università di Bonn. A lui è stata attribuita un'arte speciale nell'esercitare il potere a causa della "miscela di violenza e clemenza" e di azioni che nessuno aveva mai fatto prima. Attraverso di lui, "la vera illuminazione nella terra di Colonia sorse" inaugurando una nuova epoca nella sua storia.

## Vita sentimentale
Durante la sua vita, sebbene obbligato al celibato, ebbe una relazione nota al pubblico con la badessa Caroline von Satzenhofen (sorella di sua cognata), che lo stesso Belderbusch non tentava di nascondere. Per questo già in vita fu bersaglio di beffe e calunnie, che si moltiplicarono dopo la sua morte, anche a causa dell'enorme eredità che egli aveva lasciato.